# Équilibre séquentiel
Dans la théorie des jeux, l’équilibre séquentiel est une situation dans laquelle un équilibre stable est possible. C’est une évolution[précision nécessaire] de l’équilibre de Nash.
La notion a été introduite en 1982 par David M. Kreps et Robert B. Wilson de l'université Stanford (USA).